# Mezőtúri Szandazugi-legelő
Mezőtúri Szandazugi-legelő este o arie protejată (arie specială de conservare — SAC, sit de importanță comunitară — SCI) din Ungaria întinsă pe o suprafață de 386,69 ha, integral pe uscat.

## Localizare
Centrul sitului Mezőtúri Szandazugi-legelő este situat la coordonatele 47°01′45″N 20°39′22″E / 47.029167°N 20.656111°E.

## Înființare
Situl Mezőtúri Szandazugi-legelő a fost declarat sit de importanță comunitară în mai 2004 pentru a proteja 1 specie de plante și 2 specii de animale. Situl a fost protejat și ca arie specială de conservare în februarie 2010.

## Biodiversitate
Situată în ecoregiunea panonică, aria protejată conține 5 habitate naturale: Stepe și mlaștini sărate panonice, Pajiști stepice panonice pe loess, Ape stătătoare oligotrofe până la mezotrofe, cu vegetație de Littorelletea uniflorae și/sau de Isoëto-Nanojuncetea, Lacuri eutrofice naturale cu vegetație de tip Magnopotamion sau Hydrocharition, Pajiști aluvionare inundabile, de Cnidion dubii.
La baza desemnării sitului se află mai multe specii protejate:
- plante (1): Cirsium brachycephalum
- amfibieni (2): buhai de baltă cu burta roșie (Bombina bombina), triton cu creastă dobrogean (Triturus dobrogicus)